# The Ways of Yore
The Ways of Yore este cel de-al unsprezecelea album realizat de către Burzum. A fost înregistrat în 2013 și lansat în iunie 2014, la aproximativ un an de la lansarea precedentului album, Sôl austan, Mâni vestan.
Coperta este o gravură realizată de artistul francez, Gustave Doré, pentru cartea Idilele regelui de Alfred Tennyson.
Stilistic, acest album continuă trendul precedentului album, cu mențiunea că de această dată aproximativ jumătate dintre melodii conțin și versuri. 

## Lista pieselor
1. "God From The Machine" - 01:40
2. "The Portal" - 02:19
3. "Heill Odinn" - 03:11
4. "Lady In The Lake" - 04:39
5. "The Coming Of Ettins" - 04:36
6. "The Reckoning Of Man" - 07:16
7. "Heil Freyja" - 01:56
8. "The Ways Of Yore" - 06:11
9. "Ek fellr (I Am Falling)" - 02:54
10. "Hall Of The Fallen" - 05:06
11. "Autumn Leaves" - 04:50
12. "Emptiness" - 13:13
13. "To Hel And Back Again" - 10:44

## Personal
- Varg Vikernes - Toate instrumentele

## Clasament
| Țara     | Poziția |
| -------- | ------- |
| Finlanda | 40      |